# Medikion-Kloster

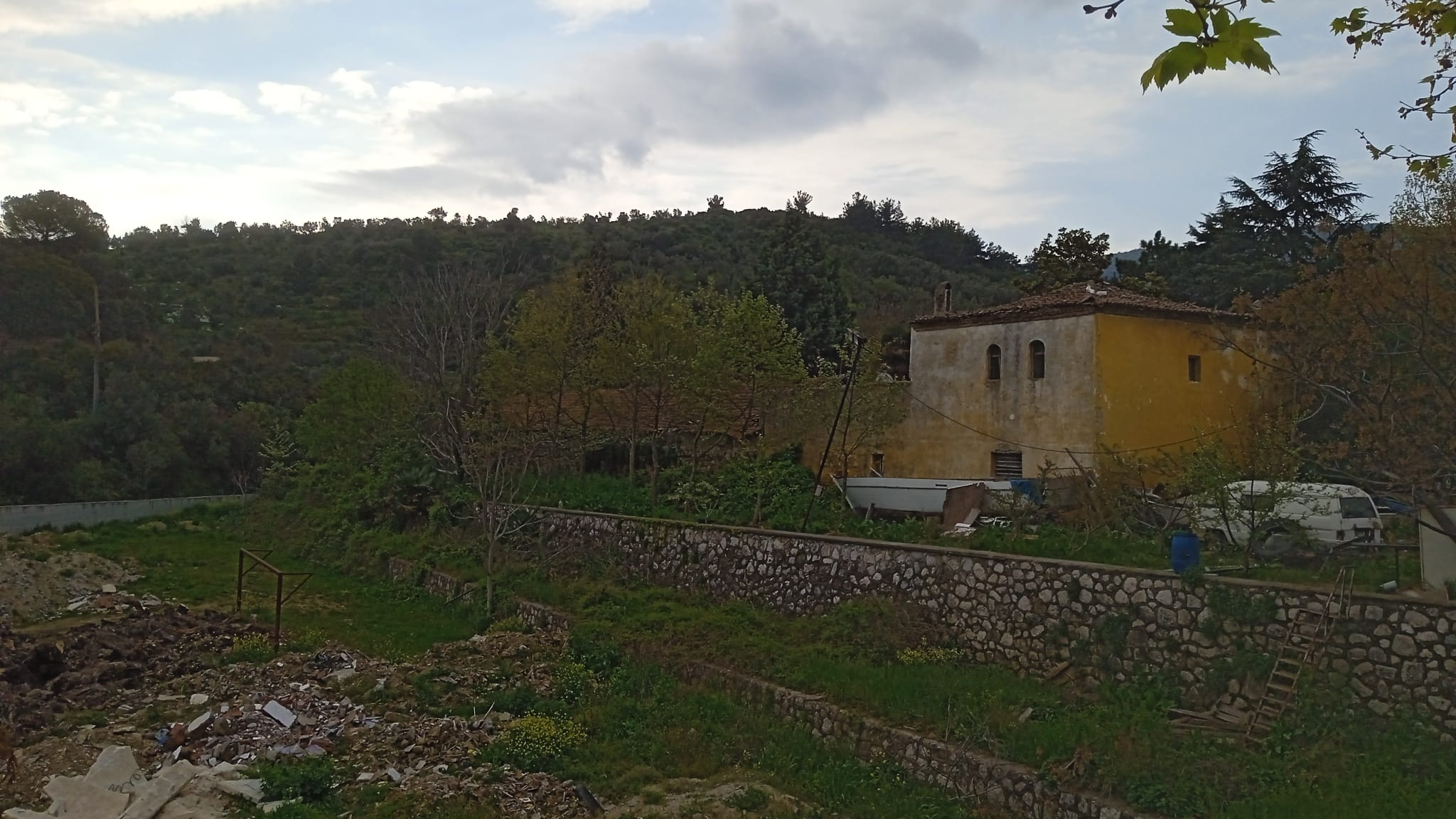
Zustand des Klosters 2023

Das Kloster des Sankt Sergios von Medikion (griechisch Μονή Αγίου Σεργίου του Μηδικίου), bekannt als das Medikion-Kloster (Μονή Μηδικίου, türkisch Medikion manastırı), und später als das Kloster des Heiligen Vaters (Μονή των Πατέρων) ist ein ehemaliges Kloster aus der byzantinischen Ära nahe dem heutigen Tirilye in der Türkei (im Mittelalter Trigleia in Bithynien). Es ist bekannt für seine Rolle, die seine Gründer beim Widerstand gegen den byzantinischen Ikonoklasmus spielten.
Das einzige Überbleibsel des Klosterkomplexes ist die Umfassungsmauer (peribolos), die mit ihren hohen Wänden und ihrem soliden Tor eine burgähnliche Erscheinung hat. Über dem Eingang ist eine schwer beschädigte Inschrift, auf der nur das Datum 1801 lesbar ist. Der Historiker Adolphe Hergès schreibt in seinem Les monastères de Bithynie, dass der Name Medikios von dem Namen für Kleeblatt abgeleitet sein könnte, und dass die Kirche in moderneren Zeiten von den Menschen als Pateron, was „Väter“ bedeutet, bezeichnet wurde.
Tryphon E. Evangelides und William Mitchell Ramsay datierten die Erbauung des Klosters auf das Jahr 810, doch Hergès bevorzugte ein Datum um 780. Dies ist das heute akzeptierte Datum. Der Gründer des Klosters war Nikephoros, der eine dem Heiligen Michael gewidmete ruinierte Kirche wiederaufbaute und das Kloster um jene Kirche herum erbaute. Nikephoros war der erste Abt bis zu seinem Tod im Jahre 813. Nikephoros nahm am Zweiten Konzil von Nikäa 787 teil, wo er feststellte, dass der Originalname des Klosters „Sankt Sergios von Medikion“ war. Nach Nikephoros’ Tod wurde sein Schüler Niketas Abt. Niketas wurde mit dem Beginn des zweiten Ikonoklasmus unter Kaiser Leo V. (813–820) verfolgt. Er starb im Jahre 824 und wird von der orthodoxen Kirche als ein ikonoduler Bekenner des Glaubens verehrt. Sowohl Nikephoros als auch Niketas wurden im Narthex der Klosterkirche von Sankt Michael beerdigt.
Die Geschichte des Klosters ist danach nur teilweise bekannt. 
Im Jahre 1800 wurde das Kloster niedergebrannt und 1801 wiederaufgebaut, war jedoch in einem baufälligen Zustand nach Frederick William Haslucks Besuch im letzten Viertel des Jahrhunderts. Hasluck beschrieb das katholikon als „prächtig“, „großartig“, und schrieb, dass es mit ursprünglich gewölbten Schwarz-Weiß-Mosaiken im Innenhof verziert war. Pancenko, der im Jahre 1910 hierher kam, richtete seine Aufmerksamkeit auf die alten Ikonen.